# Agustín Gisasola
Agustín Gisasola Zabala (Eibar, 22 luglio 1952) è un ex calciatore spagnolo.

## Carriera
Cresciuto nell'Eibar, passa all'Athletic Bilbao con cui esordisce in Primera División spagnola il 31 gennaio 1971 nella partita Athletic-Celta Vigo 2-0. Milita quindi per tredici stagioni con i rojiblancos con cui disputa 332 partite (256 di campionato), vincendo uno scudetto ed una Coppa del Re.
Conclude la carriera nel 1983.
Conta una presenza con la Nazionale di calcio della Spagna, risalente a Spagna-Inghilterra 0-2 del 26 marzo 1980.

## Palmarès

### Club

#### Competizioni nazionali
- Campionato spagnolo: 1

Athletic Bilbao: 1982-1983
- Coppa di Spagna: 1

Athletic Bilbao: 1972-1973